# The Reckoning (film, 1912)
Pour les articles homonymes, voir The Reckoning.
Pour plus de détails, voir Fiche technique et Distribution.
The Reckoning (traduction française : Le Règlement de comptes) est un film muet dramatique américain réalisé par Thomas H. Ince et sorti en 1912.

## Synopsis
Durant la guerre de Sécession, un soldat yankee se réfugie dans la demeure de sa fiancée, une sudiste...

## Fiche technique
- Réalisation : Thomas H. Ince
- Production : Thomas H. Ince
- Format : noir et blanc — 35 mm — 1.33 : 1 — muet
- Genre : Drame
- Durée : 10 minutes
- Date de sortie : États-Unis : 23 août 1912

## Distribution
- Harold Lockwood
- Ethel Grandin
- Richard Stanton
- Ann Little
- Leo D. Maloney
- Francis Ford